# Парижанки
«Парижанки» («Les Parisiennes») — французька кінокомедія у чотирьох новелах 1962 року, знята режисерами Марком Аллегре, Жаком Пуатрено, Клодом Бармою і Мішелем Буароном.

## Сюжет
Чотири новели про недоліки, переваги та зачарування парижанок різного віку та соціального стану.

## У ролях
- Катрін Денев: Софі
- Джонні Голлідей: Жан Аллард
- Еліна Лабурдетт: Жаклін
- Джилліан Гіллз: Теодора
- Жизель Сандре: Сюзанна
- Берта Гранваль: Сюзанна
- Франс Англад: школярка
- Даніель Евену: школярка
- Палома Матта: школярка
- Хосе Луїс де Вілалонга: Луїс
- Ів Барсак: пасажир поїзда
- Анрі Атталь: пасажир автобуса
- Домінік Зарді: пасажир автобуса
- Франсуаза Арнуль: Франсуаза
- Франсуаза Бріон: Жаклін
- Поль Гер: Мішель
- Франсуа Патріс: Плейбой
- Люсьєн Десаньйо: Мандрівник в Орлі
- Крістіан Маркан: Крістіан Леньє
- Жан Пуаре: Жан-П'єр Леруа
- Дані Робен: Антонія
- Бернар Лавалетт: Річард
- Мік Бессон: гравець у гольф
- Андре Гайяр: портьє в готелі
- Деррі Коул: Х'юберт Паркер
- Дані Саваль: Елла
- Франсуаза Жире: Джульєтта
- Анна-Марі Белліні: подруга Елли
- Еллен Біль: подруга Елли
- Лор Пайєтт: Дама в кафе
- Ольга Жорж-Піко: секретарка
- Анрі Тісо: Ерік
- Джек Арі: Піду
- Серж Маркан: водій таксі
- Дональд О'Браєн: американський турист
- Маріус Гайдон: квитковий контролер SNCF
- Жак Шампре: один з друзів Елли
- Жак Санті: друг Елли
- Колін Дрейк: співробітник Паркера
- Едді Мітчелл: Едді Мітчелл

## Знімальна група
- Режисер: Марк Аллегре, Жак Пуатрено, Клод Барма, Мішель Буарон
- Сценарій: Марк Аллегре, Франсіс Косне, Роже Вадим, Жан-Лу Дабаді, Мішель Буарон, Аннетт Вадеман, Жак Арман, Клод Барма, Клод Брюле
- Оператор: Арман Тірар, Анрі Алекан
- Продюсер: Франсіс Косне
- Композитор: Жорж Гарваренц
- Художник: Жан Андре
- Монтаж: Леонід Азар